# Molières (Dordoña)
 Molières  (en occitano Molièras) es una población y comuna francesa, situada en la región de Aquitania, departamento de Dordoña, en el distrito de Bergerac y cantón de Le Buisson-de-Cadouin.

## Demografía
| 358 | 347 | 283 | 294 | 315 | 292 |
| Para los censos de 1962 a 1999 la población legal corresponde a la población sin duplicidades (Fuente: INSEE [Consultar]) |     |     |     |     |     |